# Moalde
Moalde (oficialmente San Mamede de Moalde) es una parroquia española del municipio de Silleda, perteneciente a la provincia de Pontevedra, en la comunidad autónoma de Galicia.

## Historia
Hacia mediados del siglo XIX, la parroquia tenía contabilizada una población de 370 habitantes. Aparece descrita en el undécimo volumen del Diccionario geográfico-estadístico-histórico de España y sus posesiones de Ultramar de Pascual Madoz con las siguientes palabras:

MOALDE (San Mamed): felig. en la prov. de Pontevedra (8 1/2 leg.), part. jud. de Lalin (3), dióc. de Lugo (12), ayunt. de Chapa (1/4). sit. en una cañada que forma un arroyo del mismo nombre que desagua en el r. Deza por su izq. La combaten todos los vientos: el clima es sano. Tiene 74 casas distribuidas en las ald. de Cabana, Casamaria, Costela, Jindiriz, Mida, Portela, Quinteiro y Rabo de Gato. La igl. parr. (San Mamed) está servida por un cura de primer ascenso, y patronato lego. Confina el térm. N. Cerbaña; E. Rellás; S. Escuadro; y O. Curantes. El terreno comprende hácia el SO. el monte de San Sebastian, de cuyas faldas nace el espresado arroyo Moalde. prod.: cereales, patatas, legumbres, frutas y pastos; se cria ganado vacuno, lanar y cabrío; y caza de diferentes especies. pobl. 74 vec., 370 almas. contr. con su ayunt. (V.)
(Madoz, 1848, p. 442)

En la actualidad, pertenece al municipio de Silleda. En 2022, tenía empadronados 144 habitantes.